# 曾茂卿
曾茂卿（1497年—？），字時育，號東村，福建福州府長樂縣人，軍籍，明朝政治人物。

## 生平
嘉靖元年（1522年）壬午科福建鄉試第八十四名舉人。嘉靖二十年（1541年）中式辛丑科會試第二百四十九名，登第三甲第五十名進士。授扬州府泰兴县知县。，升户部主事、郎中，後降調湖廣益陽縣知縣，祀名宦。

## 家族
曾祖曾僑；祖父曾鍾秀；父曾繼立，母林氏；繼母何氏。慈侍下。